# Kista
Kista je čtvrť nacházející se v části Västerort hlavního města Stockholm. Kista je zahrnuta v obvodu Rinkeby-Kista zahrnující také čtvrti Akalla, Husby a Rinkeby  a sousedí s obcemi Sollentuna a Sundbyberg. Kista náleží k farnosti Spånga-Kista a má 12 027 obyvatel (2014), z nichž 49 % je narozeno v zahraničí. Kista také zahrnuje oblast Ärvinge nacházející se v jižní části čtvrti.

## Geografie
Centrum čtvrti se nachází přibližně 9,5 km po silnici severo-severozápadně od Norrtull v severní části okresu Stockholm-město a asi 30 km jižně od letiště Arlanda. Kista je obklopena evropskou silnicí E4 na východě, E18 na jihu a krajskou silnici 275 na západě. Na jihozápadě se nachází přírodní oblast Järvafältet, populární například mezi rekreačními běžci a rodinami s dětmi.

## Statek Kista a Kista Gård Park

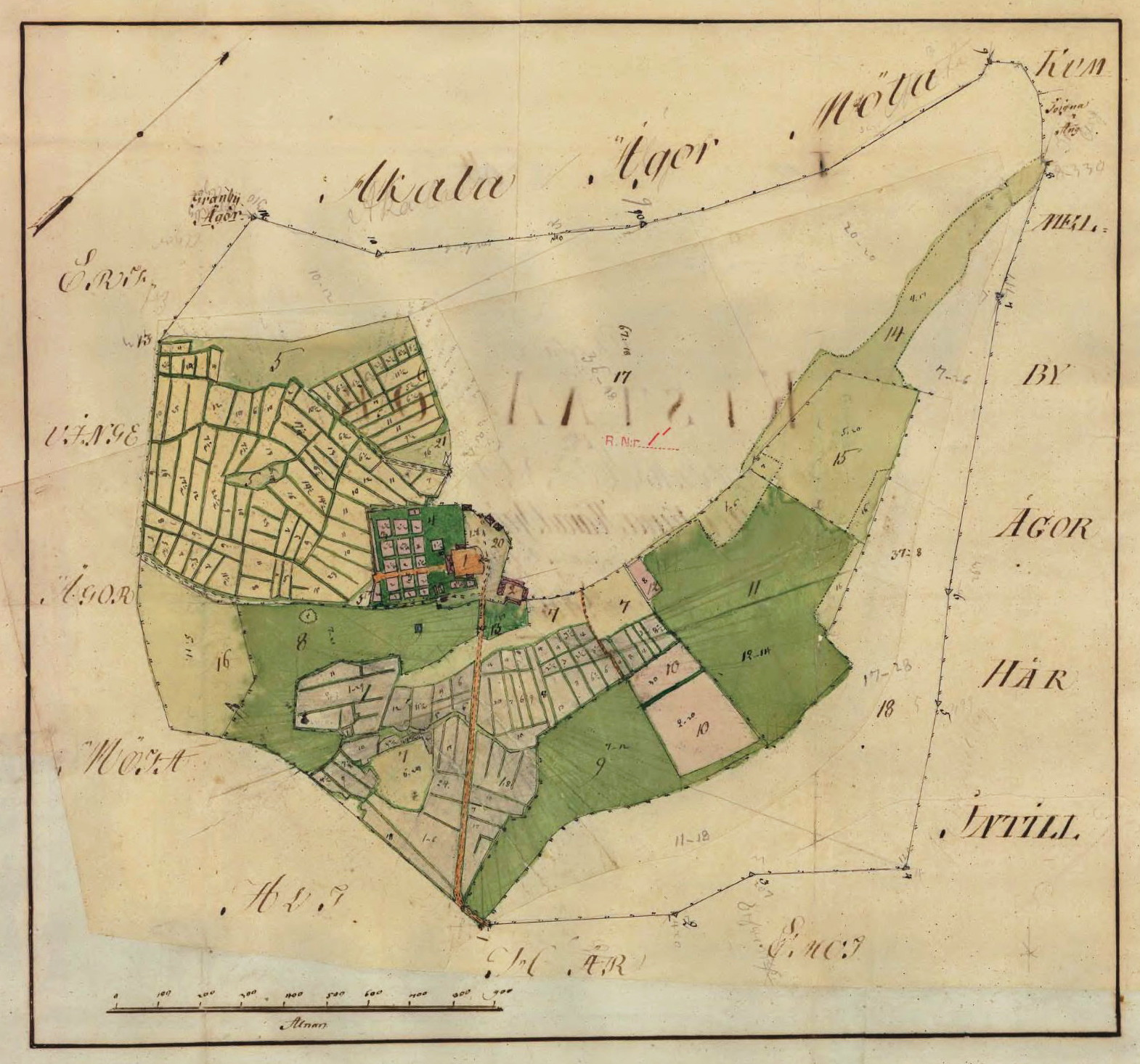
Statek Kista v roce 1817.

Statek, podle kterého byla Kista pojmenována, byl dříve známý pod názvem Norgården (Severní statek) a patřil k obci Ärvinge. Farma začala být nazývána Kista na počátku 18. století na základě společného vlastnictví farností Kista a Sollentuna. V 50. letech zde byl zemědělský statek a nemovitosti se nacházely ve východní části. V této době se jednalo o vojenský prostor.
Pojmenování Kista původně neoznačuje toto místo bez převzetí z Kista v Sollentuna a skládá se ze starošvédského slova kvi = "dobytčí ohrada" a sta(d), což znamená umístění nebo místo.
Zbývající budovy statku jsou: hlavní budova (z roku 1852), severní křídlo (1893), sklep (1760), pivovar/prádelna (1800). Východně od farmy najdeme sýpku (1820) a dělníci (od 1820 a 1830). Roku 2012 byl dokončen v okolí farmy "Kista Gård Park" v historického stylu. Mimo jiné, část starého stromořadí byla znovu vytvořena. V současné době (2015) je v zde v plánu zřídit restauraci a kavárnu.
V severní části hospodářství stojí runový kámen U75 (zvaný Kistastenen), který sem byl přemístěn v souvislosti se silniční výstavbou kolem roku 1900. Místo původu je neznámé. Nápis praví: "Sigvid měl tento kámen po svém otci Egvidovi a své matce Holmfridě a Jovufridě."

### Statek Kista obrázky

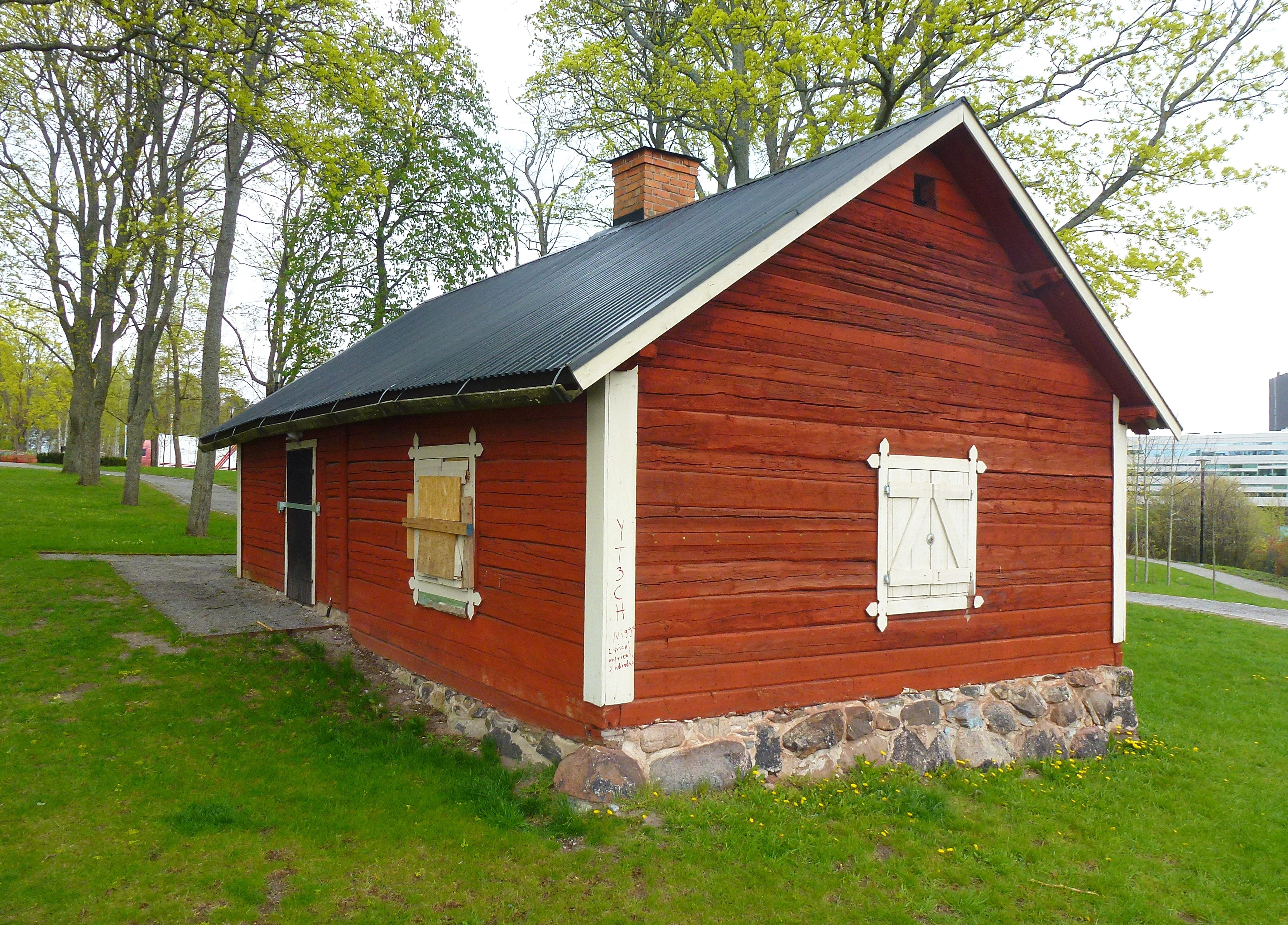
Pivovar
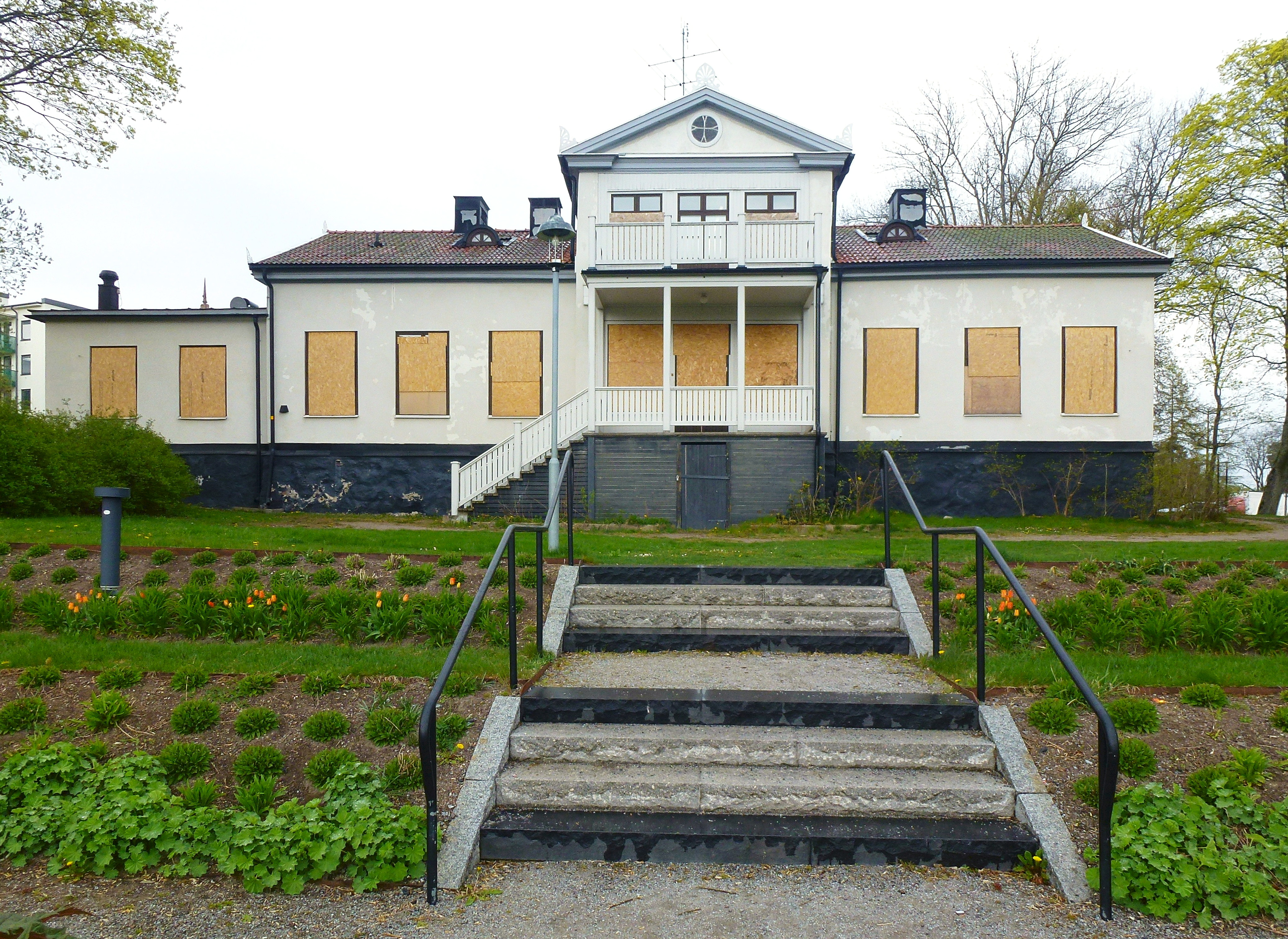
Hlavní budova
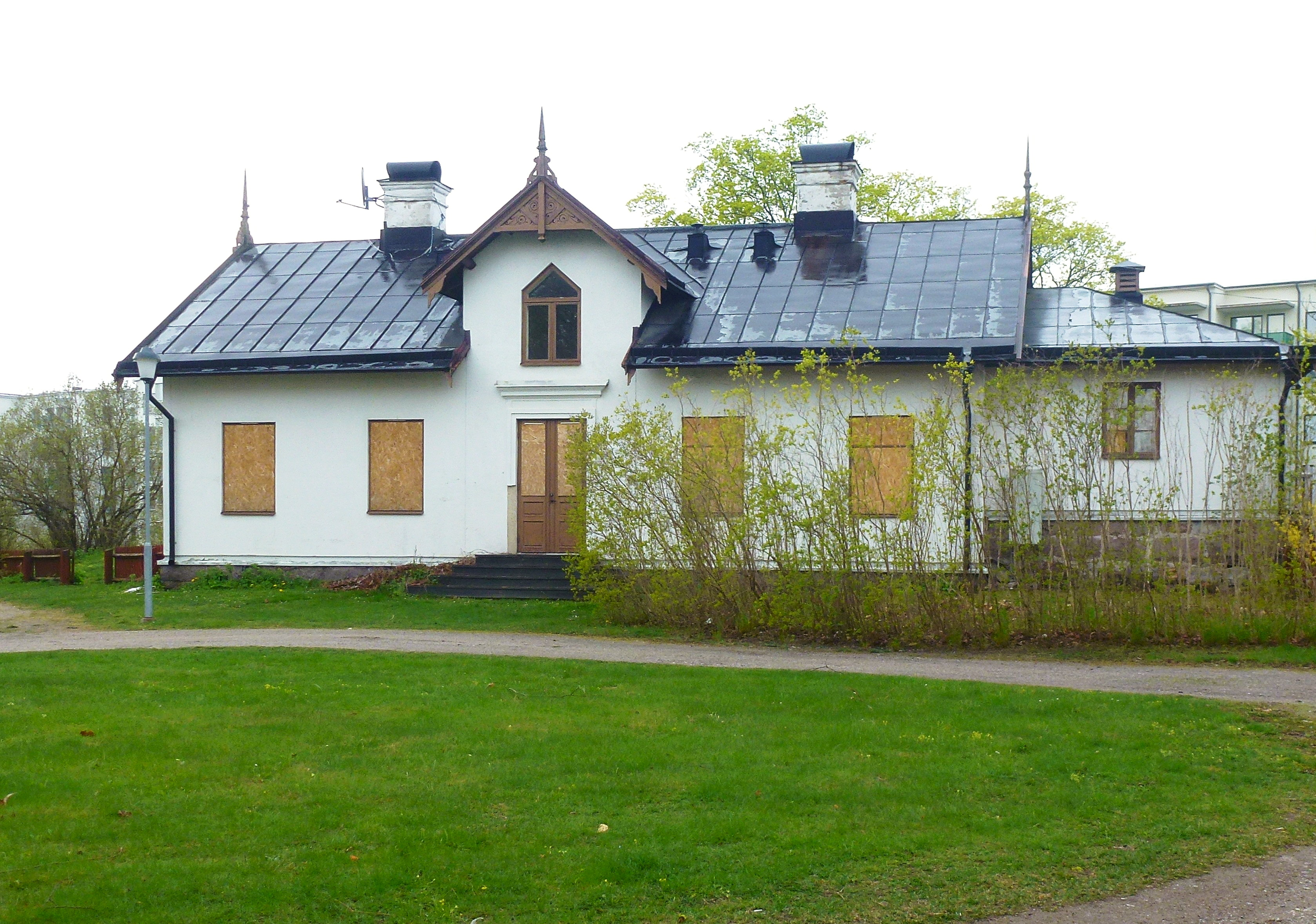
Severní křídlo
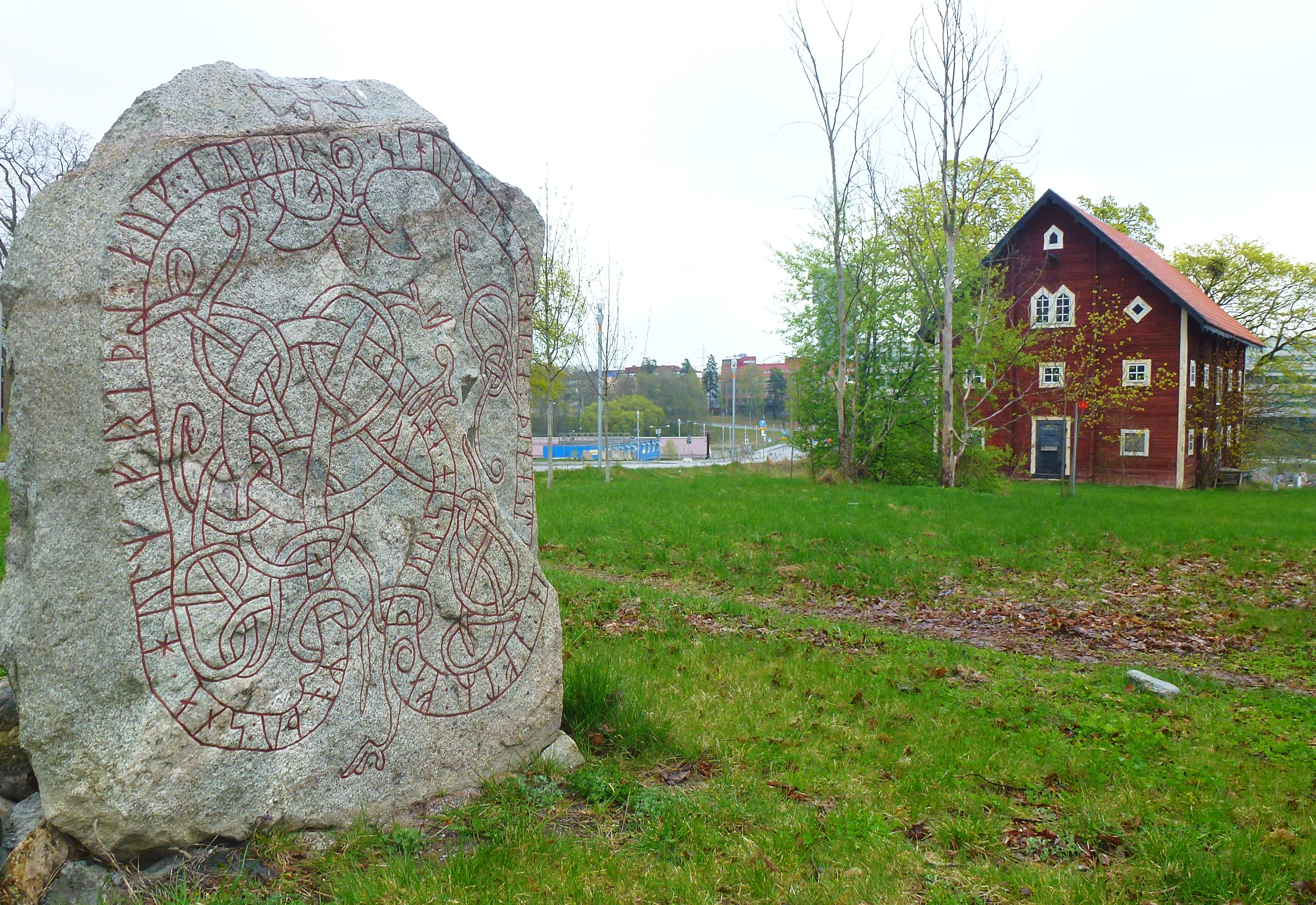
Runový kámen U75 a sýpka

## Kista v současnosti

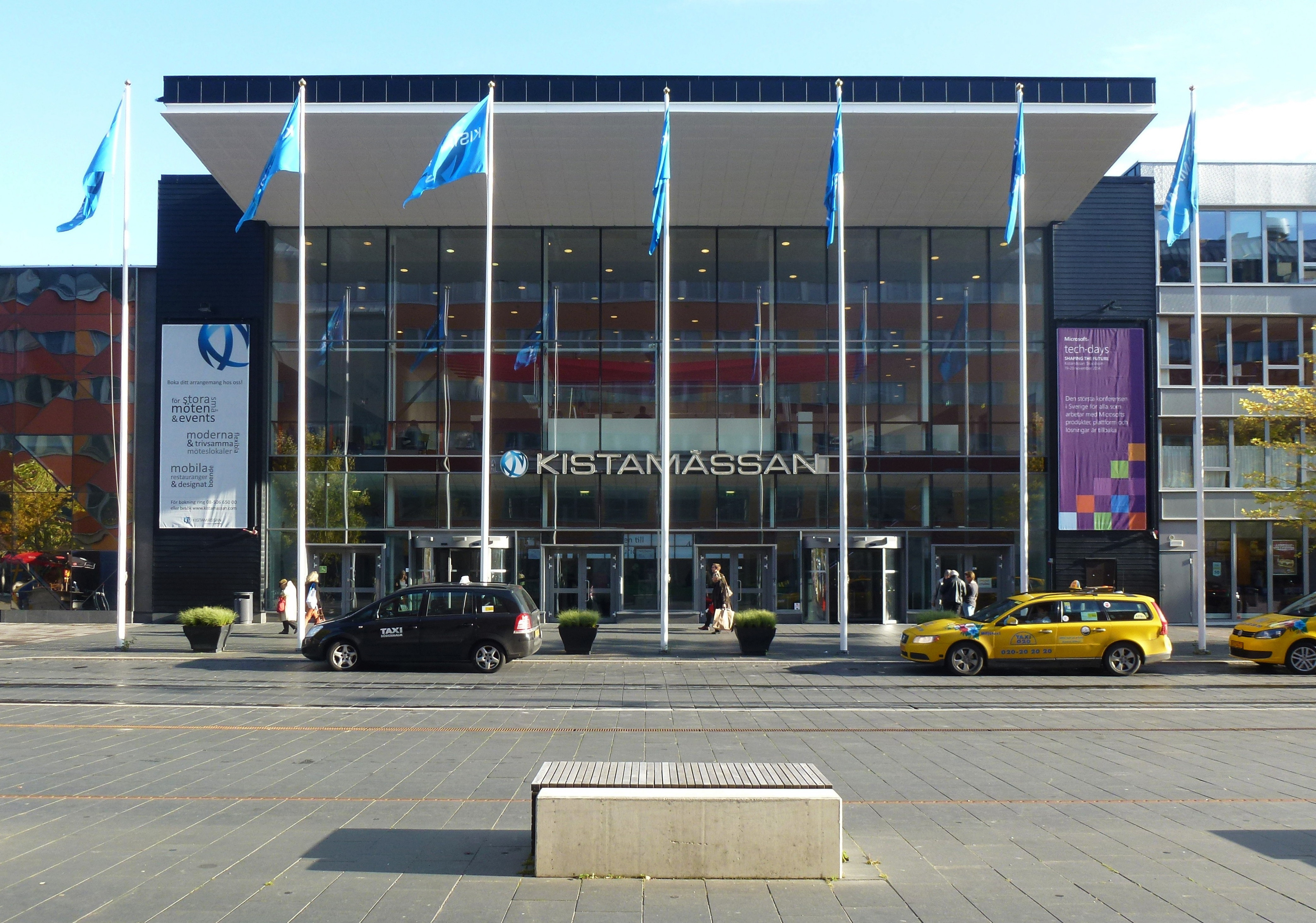
Kongresové a výstavní centrum Kistamässan, hlavní vchod

Kista je nejnovější čtvrtí Stockolmu a je poslední postavenou v Järvafältet. Kista schválila (spolu s Akalla a Husby) územní plán v roce 1969 pro severní Järvafältet. Plán podepsaný architektem Göranem Sidenbladhem stanovuje vytvoření tzv. lineárního města.
Moderní Kista vyrostla v polovině 70. let, v roce 1975 začala stavba obytných budov. Městská společnost Stockholms stads småstugebyrå zde nechala postavit 771 domů, centrum navržené Torgnyem Gynnerstedtem bylo slavnostně otevřeno v roce 1977, v roce 1980 byly v obytné oblasti v západní části Kista dokončeny. Pracoviště na východě Kista byla postavena v polovině 70. let, ale k hlavnímu rozvoji došlo v průběhu 80. let. Všechny ulice v Kista jsou pojmenovány po místech v Dánsku, na Faerských ostrovech, Islandu a Grónsku.
Kista je od 80. let známá jako největší IT-centrum ve Švédsku. Má zde sídlo Ericsson a kanceláře tu má mimo jiné IBM, Samsung a Nokia. Velké množství IT společností, které mají své kanceláře v Kista, dalo části přezdívky "Stockholmské Silicon Valley", "Kiseldalen" (švédsky křemíkové údolí) a "Chipsta". Zde jsou také pobočky Královského technologického institutu a Stockholmské univerzity. Panorama Kista dominují v současné době třístěnná Kista Science Tower (32 pater) a Victoria Tower (35 pater). V roce 2011 bylo otevřeno výstavní centrum Kistamässan v blízkosti Victoria Tower.
V roce 2002 bylo rozšířeno nákupní centrum Kista Galleria. To je dnes jedním z největších nákupních center v oblasti Stockholmu, s mnoha obchody a restauracemi. Budova zahrnuje suterén s garáží a multikino (Filmstaden) s 11 sály.

## Doprava
Stanice metra Kista je jediná na modré lince, která se nachází nad zemí a s okolními stanicemi jí spojuje estakáda. Stanice je 15,9 km vzdálena od konečné stanice Kungsträdgården. V docházkové vzdálenosti od Kista je stanice příměstské železnice Helenelund.

### Kista, vybrané budovy

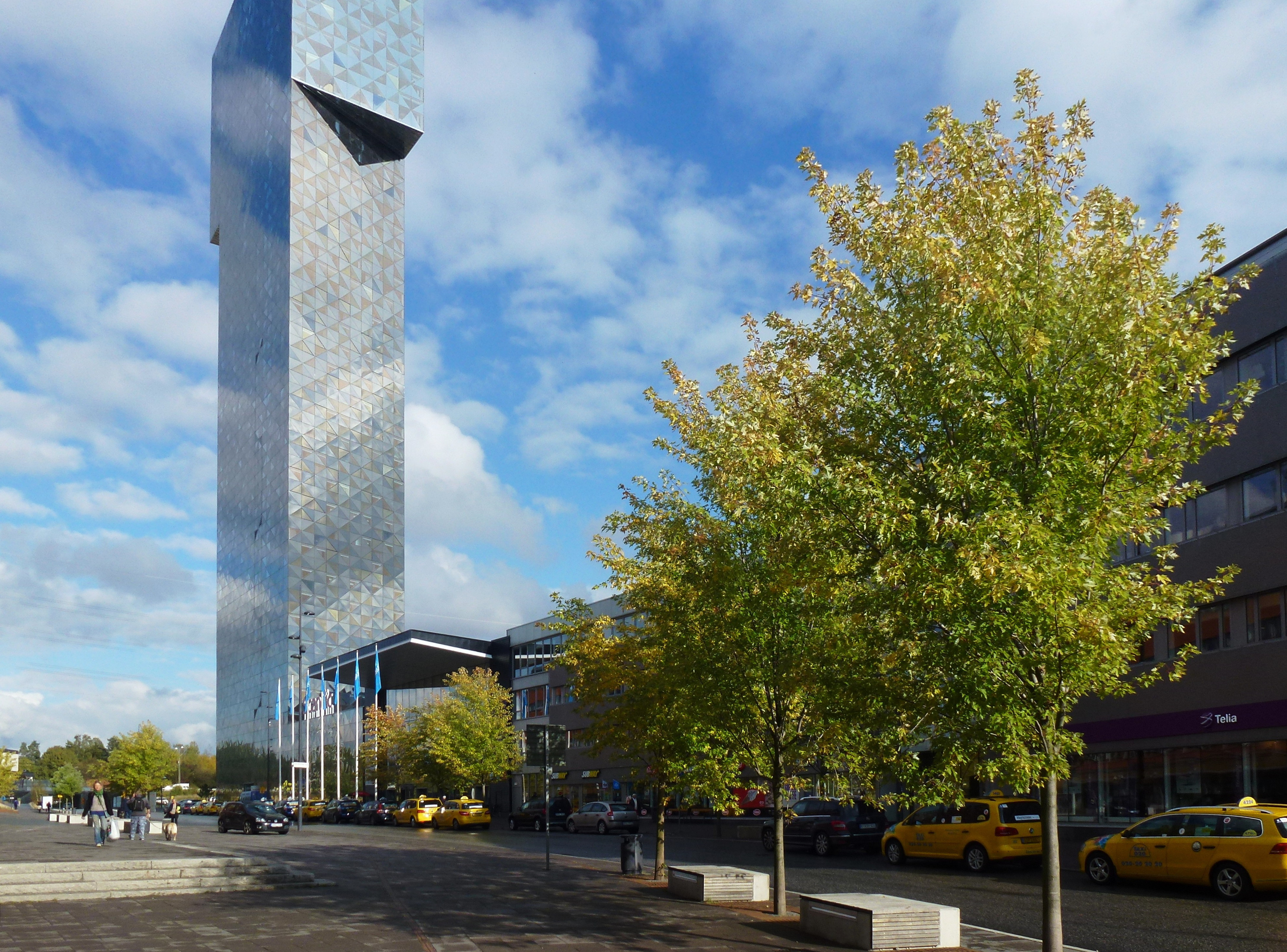
Victoria Tower a Kistamässan
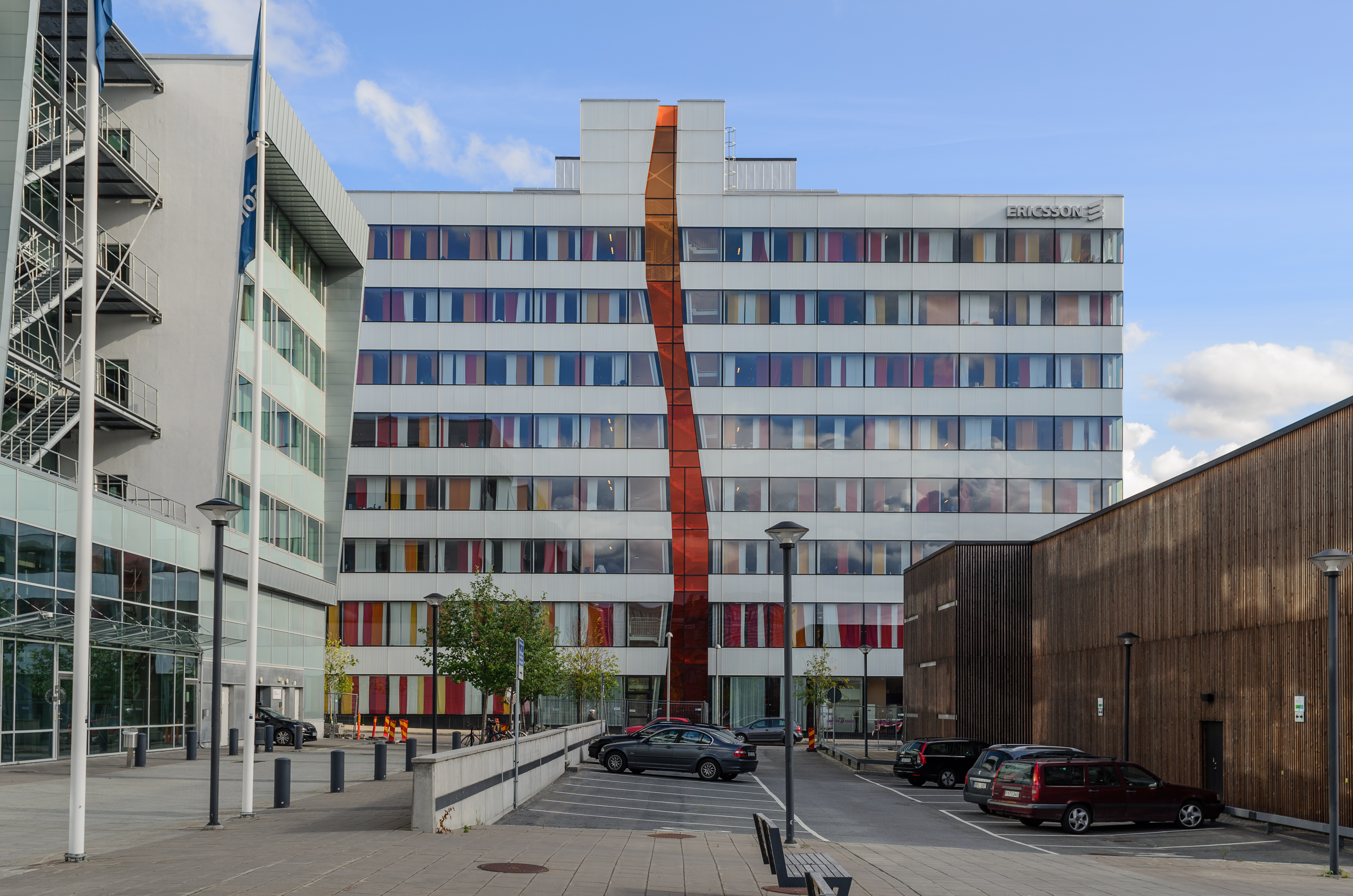
Ericsson Kista
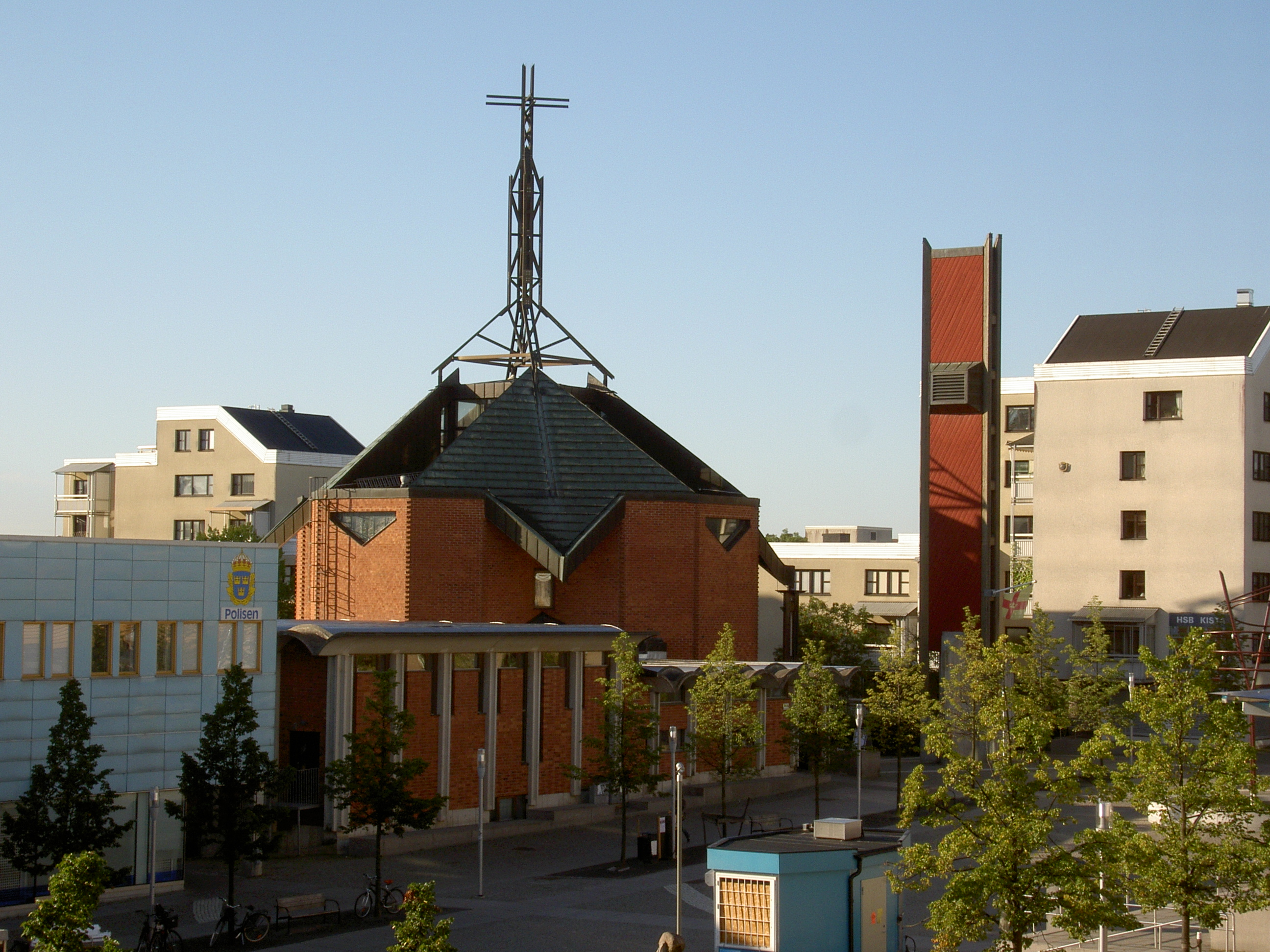
kostel v Kista
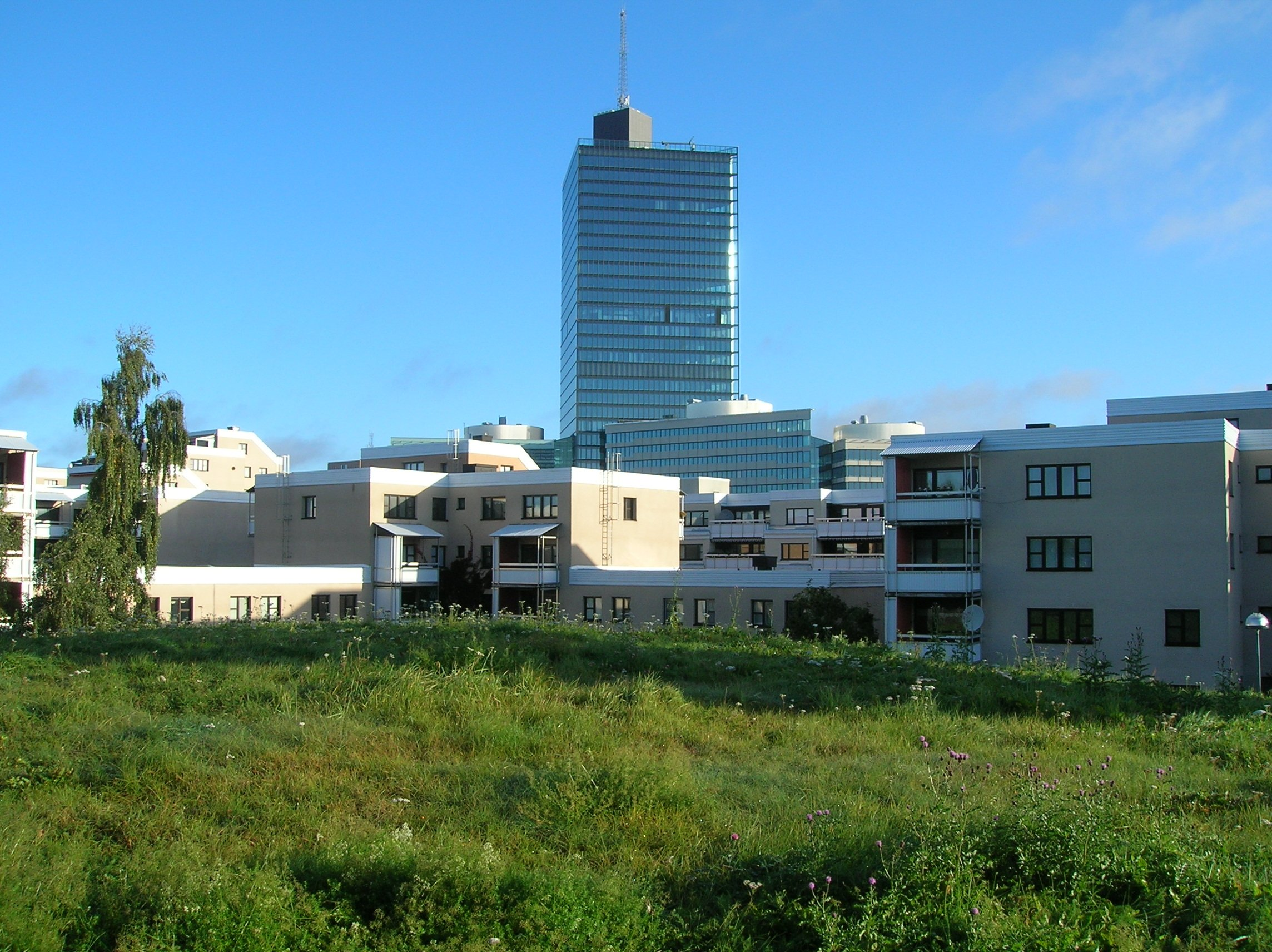
Kista Science Tower
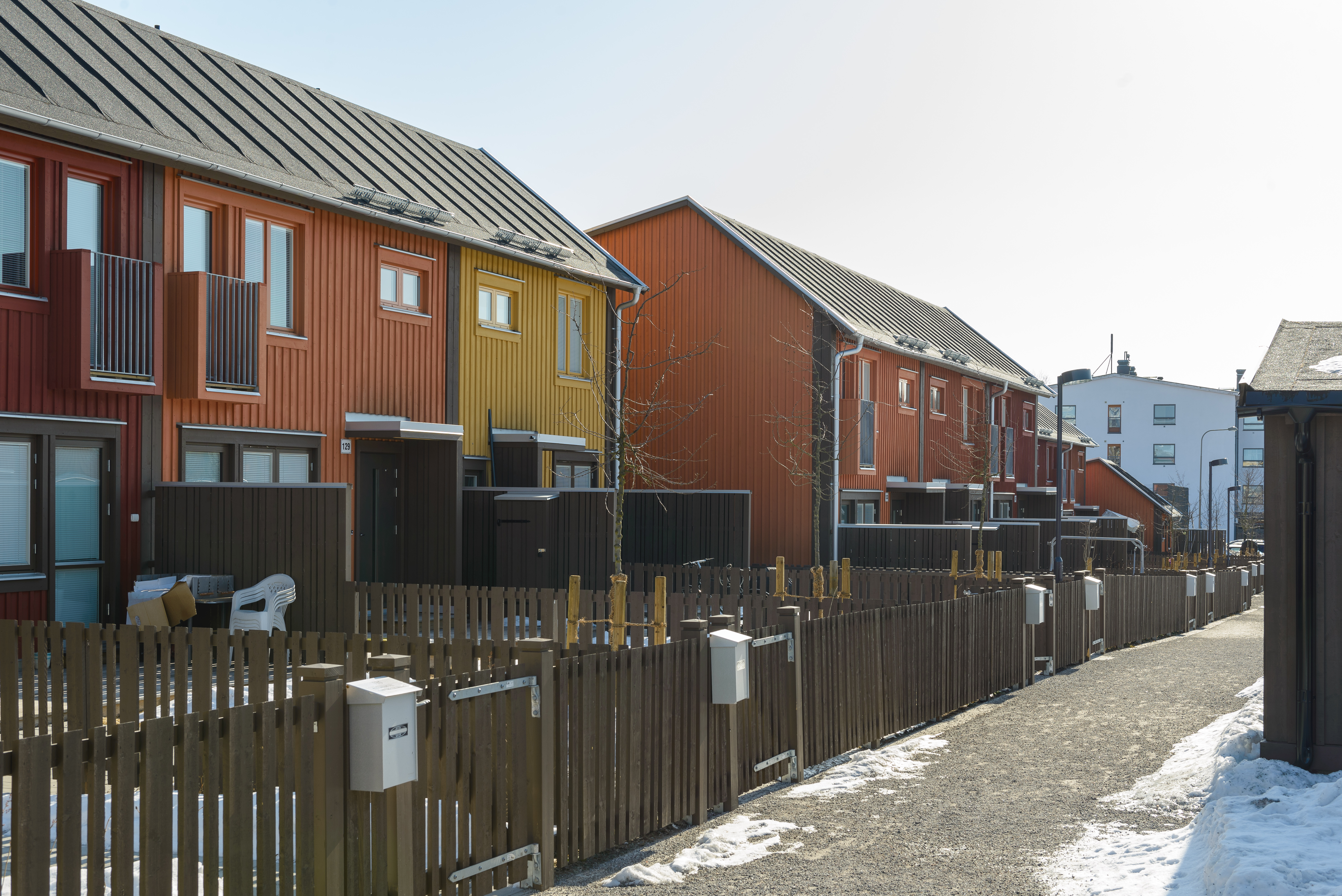
Blok Randers
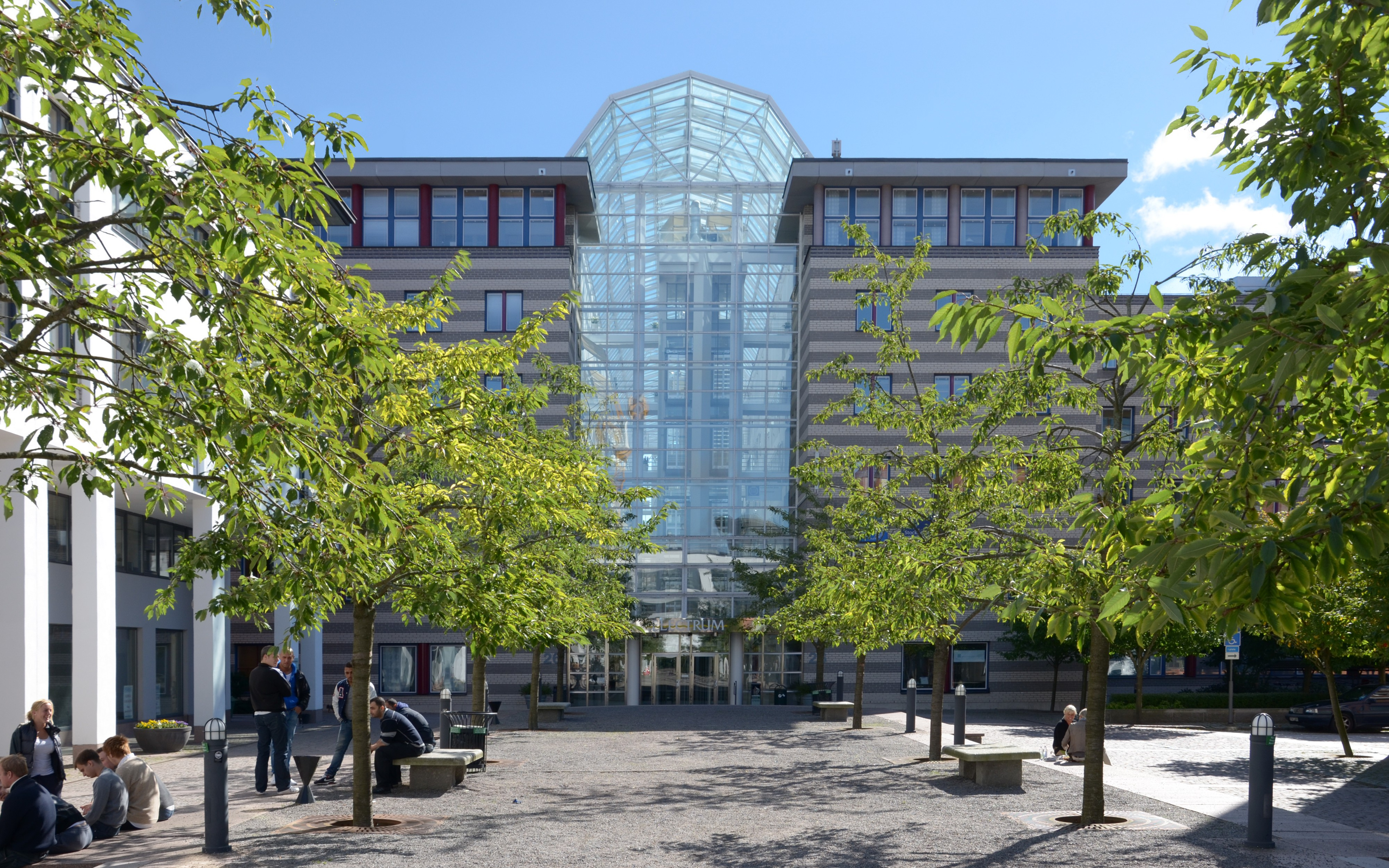
Elektrum 1
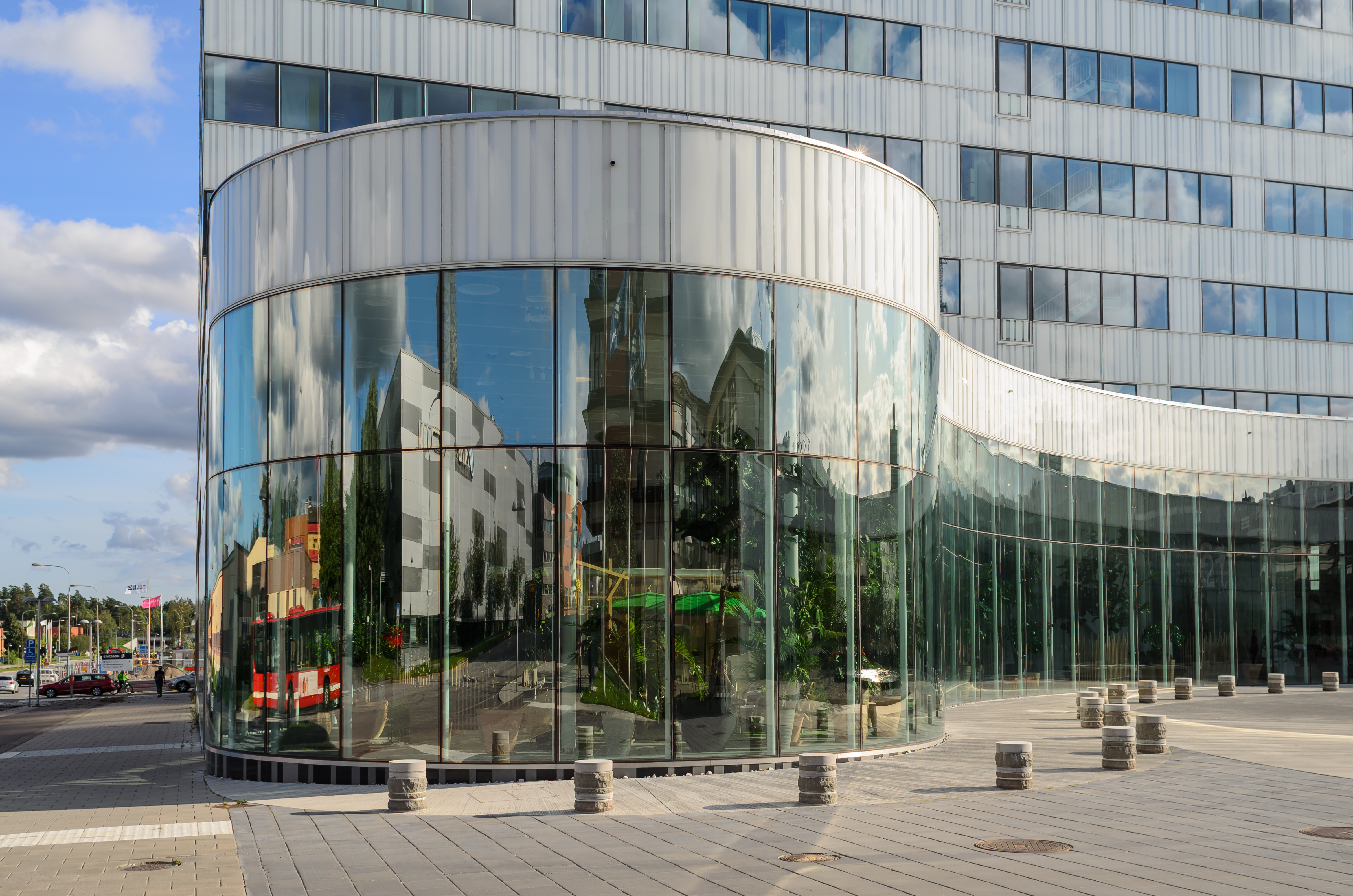
Isafjord 1
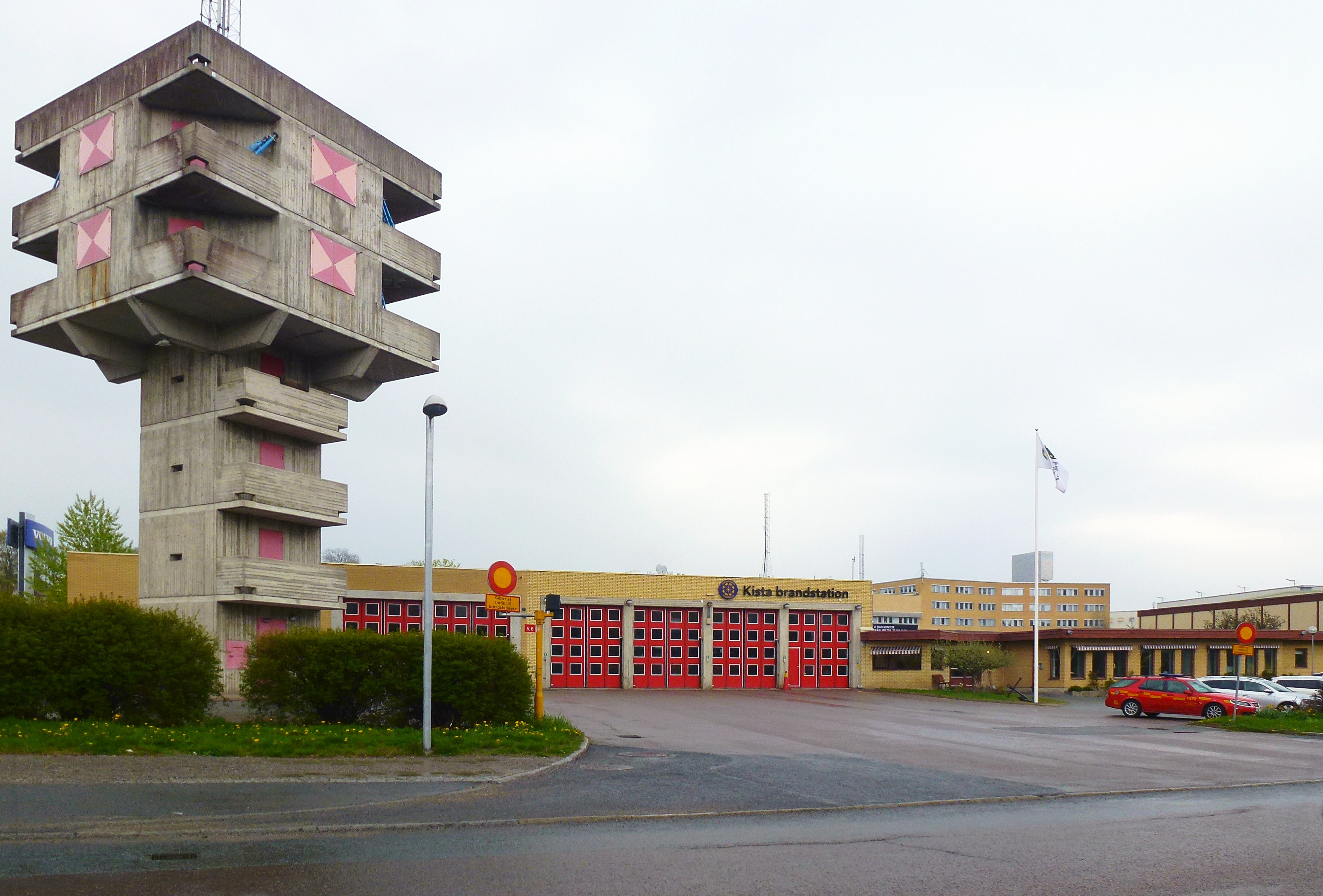
Požární stanice v Kista

## Budovy a atrakce
- sídlo Ericsson
- budova Ericssonu Isafjord 1
- nákupní centrum Kista Galleria

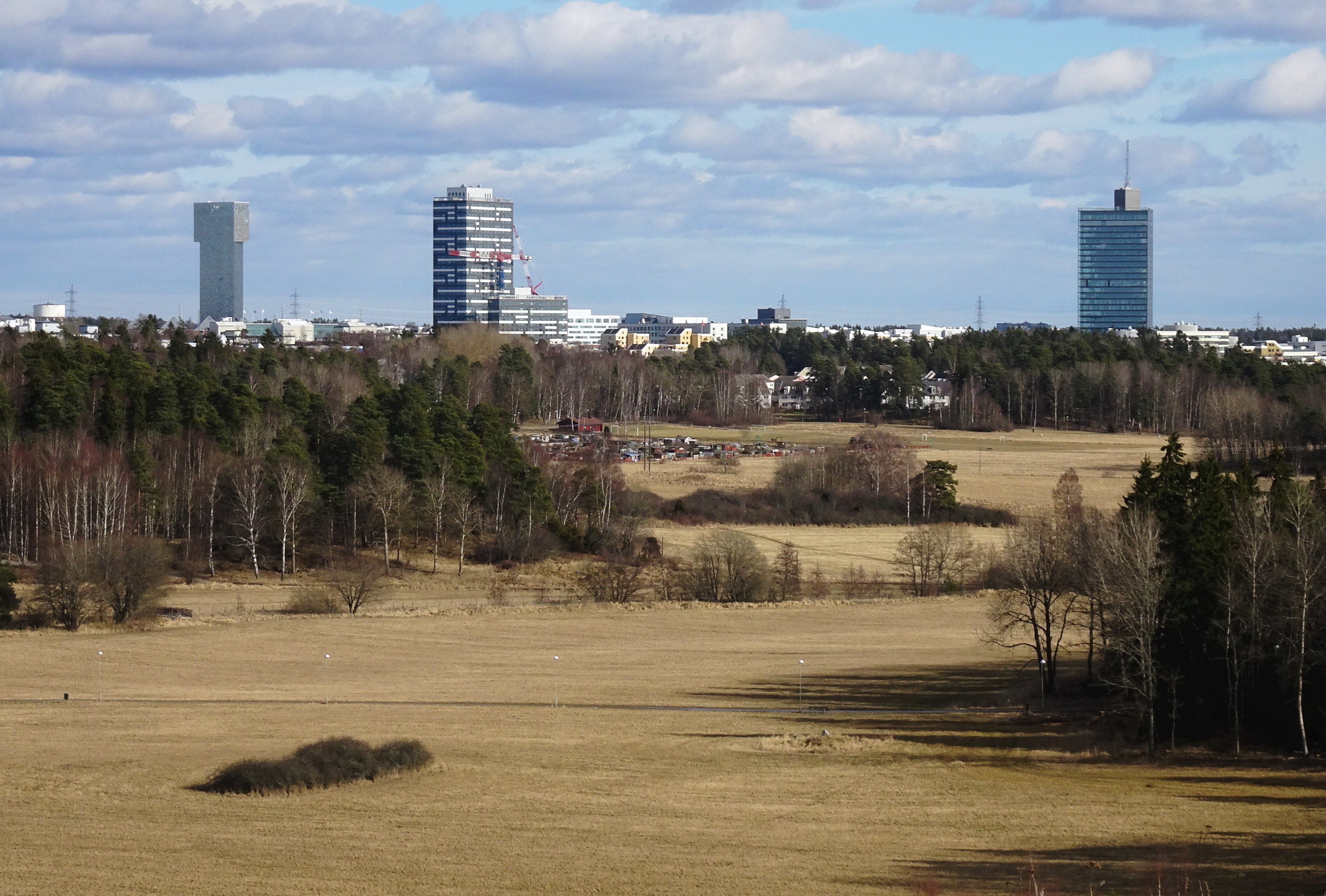
Nejvyšší budovy v Kista na jedné fotografii, zleva: Victoria Tower, Kista Torn a Kista Science Tower.

- Kongresové a výstavní centrum Kistamässan
- kostel Švédské církve v Kista
- Kista Science Center
- Kista Science Tower
- Kista Tower
- Victoria Tower